# Elsa Lanchester
Elsa Sullivan Lanchester  (n. 28 octombrie 1902, Metropolitan Borough of Lewisham⁠(d), Regatul Unit – d. 26 decembrie 1986, Woodland Hills⁠(d), California, SUA) a fost o actriță americană de origine engleză.

## Filmografie
- 1925 The Scarlet Woman: An Ecclesiastical Melodrama (scurtmetraj) : Beatrice de Carolle
- 1927 One of the Best : Kitty
- 1928 The Constant Nymph  : Lady
- 1928 The Tonic (, scurtmetraj) : Elsa
- 1928 Daydreams (scurtmetraj) : Elsa / Heroine in Dream Sequence
- 1928 Blue Bottles (scurtmetraj) : Elsa
- 1930 Comets  : rolul ei
- 1930 Ashes (scurtmetraj) : Girl
- 1931 The Love Habit  : Mathilde
- 1931 The Officers' Mess  : Cora Melville
- 1931 The Stronger Sex  : Thompson
- 1931 Potiphar's Wife () : Therese
- 1933 The Private Life of Henry VIII () : Anne of Cleves, the Fourth Wife
- 1934 The Private Life of Don Juan () : Maid (nemenționat)
- 1935 David Copperfield : Clickett
- 1935 Naughty Marietta : Madame d'Annard
- 1935 Mireasa lui Frankenstein (Bride of Frankenstein) : Mary Shelley / Mireasa lui Frankenstein
- 1935 The Ghost Goes West : Miss Shepperton
- 1936 Rembrandt  : Hendrickje Stoffels
- 1938 Vessel of Wrath  : Martha Jones
- 1941 Ladies in Retirement  : Emily Creed
- 1942 Son of Fury: The Story of Benjamin Blake  : Bristol Isabel
- 1942 Tales of Manhattan  : Elsa (Mrs Charles) Smith
- 1943 Forever and a Day  : Mamie
- 1943 Thumbs Up  : Emma Finch
- 1943 Lassie Come Home  : Mrs. Carraclough
- 1944 Passport to Destiny : Ella Muggins
- 1945 The Spiral Staircase (The Spiral Staircase) : Mrs. Oates
- 1946 Pe muchie de cuțit (The Razor's Edge), regia Edmund Goulding : Miss Keith
- 1947 Northwest Outpost : Princess "Tanya" Tatiana
- 1947 Soția episcopului (The Bishop's Wife), regia Henry Koster : Matilda
- 1948 The Big Clock  : Louise Patterson
- 1949 The Secret Garden  : Martha
- 1949 Come to the Stable  : Amelia Potts
- 1949 The Inspector General  : Maria
- 1949 Buccaneer's Girl  : Mme. Brizar
- 1950 Mystery Street  : Mrs. Smerrling
- 1950 The Petty Girl  : Dr. Crutcher
- 1950 Frenchie  : Countess
- 1952 Dreamboat  : Dr. Mathilda Coffey
- 1952 Les Misérables : Madame Magloire
- 1952 Androcles and the Lion () : Megaera
- 1953 The Girls of Pleasure Island  : Thelma
- 1954 Hell's Half Acre : Lida O'Reilly
- 1954 3 Ring Circus (3 Ring Circus), regia Joseph Pevney : the Bearded Lady
- 1955 The Glass Slipper : Widow Sonder
- 1955 Alice in Wonderland (film TV) : the Red Queen
- 1957 Martorul acuzării (Witness for the Prosecution), regia Billy Wilder : Miss Plimsoll
- 1958 Bell, Book and Candle  : Aunt Queenie Holroyd
- 1962 The Flood (film TV) : Noah's Wife (voce)
- 1964 Honeymoon Hotel : Chambermaid
- 1964 Mary Poppins, regia Robert Stevenson : Katie Nanna
- 1964 Pajama Party, regia Don Weis : Aunt Wendy
- 1965 Acea pisică blestemată (That Darn Cat!), regia Robert Stevenson
- 1967 Easy Come, Easy Go :. Madame Neherina
- 1968 Fantoma lui Barbă Neagră (Blackbeard's Ghost), regia Robert Stevenson : Emily Stowecroft
- 1969 Rascal : Mrs. Satterfield
- 1969 Me, Natalie : Miss Dennison
- 1969 In Name Only (film TV) : Gertrude Caruso
- 1971 Willard : Henrietta Stiles
- 1973 Terror in the Wax Museum  : Julia Hawthorn
- 1973 Arnold  : Hester
- 1976 Cinci detectivi la miezul nopții (Murder by Death), regia Robert Moore : Jessica Marbles
- 1979 Where's Poppa? (film TV) : Momma Hocheiser
- 1980 Die Laughing  : Sophie (ultimul film)